# Campeonato Mineiro de Voleibol Masculino de 2023
O Campeonato Mineiro de Voleibol Masculino de 2023 foi a 55.ª edição desta competição anual organizada pela Federação Mineira de Vôlei (FMV). O torneio teve início no dia 2 de setembro e estendeu-se até o dia 21 de outubro, contando com a participação de 6 clubes.
Pela 14ª vez consecutiva, a equipe do Sada Cruzeiro Vôlei conquistou o título do Campeonato Mineiro, sendo o 15º em sua história, após vencer o Itambé/Minas no quinto set. Na disputa pelo bronze, o Araguari Vôlei venceu o JF Vôlei e conquistou o terceiro lugar do campeonato.

## Equipes participantes
As seguintes equipes competiram o Campeonato Mineiro de 2023:
| Equipe                        | Cidade         | Última participação |
| ----------------------------- | -------------- | ------------------- |
| Araguari Vôlei                | Araguari       | 2022                |
| Azulim Gabarito/Monte Carmelo | Uberlândia     | 2022                |
| Itambé/Minas                  | Belo Horizonte | 2022                |
| JF Vôlei                      | Juiz de Fora   | 2018                |
| Montes Claros/América Vôlei   | Montes Claros  | 2022                |
| Sada Cruzeiro Vôlei           | Contagem       | 2022                |

## Regulamento
As seis equipes se enfrentaram em turno e returno, no sistema de pontos corridos. Ao término da fase classificatória, os quatro primeiros colocados avançaram para as semifinais, se enfrentando em cruzamento olímpico (primeiro contra o quarto e segundo contra o terceiro). A fase final iniciou-se no dia 20 de outubro e as partidas foram realizadas na sede indicada pelo time com melhor campanha na fase classificatória.
A disputa pelo terceiro lugar e a final ocorreram no dia 21 de outubro, na mesma sede onde as semifinais foram disputadas.

### Critérios de desempate
1. Número de vitórias
2. Número de pontos
3. Sets average
4. Pontos average

Partidas terminadas em 3–0 ou 3–1: 3 pontos para o vencedor, 0 pontos para o perdedor;

Partidas terminadas em 3–2: 2 pontos para o vencedor, 1 ponto para o perdedor.

## Fase classificatória

### Classificação
|  | Classificado para as semifinais |

|     |                               |     | Jogos | Jogos | Jogos | Resultados | Resultados | Resultados | Resultados | Resultados | Resultados | Sets | Sets | Sets  | Pontos | Pontos | Pontos |
| Pos | Equipe                        | Pts | T     | V     | D     | 3–0        | 3–1        | 3–2        | 2–3        | 1–3        | 0–3        | V    | P    | R     | V      | P      | R      |
| --- | ----------------------------- | --- | ----- | ----- | ----- | ---------- | ---------- | ---------- | ---------- | ---------- | ---------- | ---- | ---- | ----- | ------ | ------ | ------ |
| 1   | Sada Cruzeiro Vôlei           | 28  | 10    | 10    | 0     | 6          | 2          | 2          | 0          | 0          | 0          | 30   | 6    | 5,000 | 898    | 767    | 1.171  |
| 2   | Araguari Vôlei                | 19  | 10    | 7     | 3     | 4          | 0          | 3          | 1          | 2          | 0          | 25   | 15   | 1.667 | 913    | 891    | 1.025  |
| 3   | Itambé/Minas                  | 19  | 10    | 6     | 4     | 2          | 3          | 1          | 2          | 0          | 2          | 22   | 17   | 1.294 | 920    | 853    | 1.079  |
| 4   | JF Vôlei                      | 12  | 10    | 4     | 6     | 2          | 1          | 1          | 1          | 1          | 4          | 15   | 21   | 0.714 | 785    | 787    | 0.997  |
| 5   | Azulim Gabarito/Monte Carmelo | 7   | 10    | 2     | 8     | 1          | 0          | 1          | 2          | 3          | 3          | 13   | 26   | 0.500 | 871    | 930    | 0.937  |
| 6   | Montes Claros/América Vôlei   | 5   | 10    | 1     | 9     | 0          | 1          | 0          | 2          | 1          | 6          | 8    | 28   | 0.286 | 691    | 850    | 0.813  |

### Resultados
| Data   | Hora  |                               | Placar |                               | Set 1 | Set 2 | Set 3 | Set 4 | Set 5 | Total   | Relatório |
| ------ | ----- | ----------------------------- | ------ | ----------------------------- | ----- | ----- | ----- | ----- | ----- | ------- | --------- |
| 2 set  | 18:00 | JF Vôlei                      | 3–2    | Itambé/Minas                  | 22–25 | 25–22 | 22–25 | 25–21 | 15–11 | 109–104 | Relatório |
| 3 set  | 16:00 | JF Vôlei                      | 2–3    | Itambé/Minas                  | 16–25 | 16–25 | 29–27 | 29–27 | 16–18 | 106–122 | Relatório |
| 11 set | 19:00 | Itambé/Minas                  | 3–0    | Montes Claros/América Vôlei   | 25–22 | 25–19 | 25–20 |       |       | 75–61   | Relatório |
| 12 set | 20:00 | Sada Cruzeiro Vôlei           | 3–0    | JF Vôlei                      | 25–21 | 25–12 | 28–26 |       |       | 78–59   | Relatório |
| 14 set | 19:30 | Montes Claros/América Vôlei   | 1–3    | Sada Cruzeiro Vôlei           | 20–25 | 25–17 | 12–25 | 22–25 |       | 79–92   | Relatório |
| 16 set | 18:00 | Azulim Gabarito/Monte Carmelo | 2–3    | Araguari Vôlei                | 27–25 | 23–25 | 22–25 | 25–23 | 11–15 | 108–113 | Relatório |
| 19 set | 19:00 | Araguari Vôlei                | 3–2    | Itambé/Minas                  | 27–25 | 29–27 | 23–25 | 22–25 | 15–11 | 116–113 | Relatório |
| 19 set | 19:30 | Montes Claros/América Vôlei   | 3–1    | JF Vôlei                      | 25–27 | 25–19 | 25–21 | 25–20 |       | 100–87  | Relatório |
| 20 set | 19:30 | Azulim Gabarito/Monte Carmelo | 1–3    | Itambé/Minas                  | 20–25 | 25–16 | 16–25 | 22–25 |       | 83–91   | Relatório |
| 21 set | 19:00 | Araguari Vôlei                | 2–3    | Sada Cruzeiro Vôlei           | 35–33 | 21–25 | 19–25 | 25–19 | 11–15 | 111–117 | Relatório |
| 22 set | 19:30 | Azulim Gabarito/Monte Carmelo | 2–3    | Sada Cruzeiro Vôlei           | 33–35 | 28–26 | 24–26 | 31–29 | 11–15 | 127–131 | Relatório |
| 25 set | 19:30 | Azulim Gabarito/Monte Carmelo | 3–0    | Montes Claros/América Vôlei   | 25–23 | 26–24 | 25–23 |       |       | 76–70   | Relatório |
| 27 set | 19:00 | Araguari Vôlei                | 3–0    | Montes Claros/América Vôlei   | 25–21 | 25–23 | 25–22 |       |       | 75–66   | Relatório |
| 27 set | 19:00 | Itambé/Minas                  | 0–3    | Sada Cruzeiro Vôlei           | 23–25 | 20–25 | 23–25 |       |       | 66–75   | Relatório |
| 29 set | 20:00 | JF Vôlei                      | 0–3    | Sada Cruzeiro Vôlei           | 14–25 | 16–25 | 20–25 |       |       | 50–75   | Relatório |
| 30 set | 17:00 | Araguari Vôlei                | 3–0    | Azulim Gabarito/Monte Carmelo | 26–24 | 25–19 | 25–22 |       |       | 76–65   | Relatório |
| 1 out  | 14:00 | Montes Claros/América Vôlei   | 0–3    | Itambé/Minas                  | 19–25 | 21–25 | 20–25 |       |       | 60–75   | Relatório |
| 4 out  | 19:00 | Itambé/Minas                  | 3–1    | Araguari Vôlei                | 25–17 | 25–16 | 30–32 | 25–14 |       | 105–79  | Relatório |
| 4 out  | 20:00 | Sada Cruzeiro Vôlei           | 3–0    | Azulim Gabarito/Monte Carmelo | 25–19 | 25–23 | 25–20 |       |       | 75–62   | Relatório |
| 5 out  | 19:30 | JF Vôlei                      | W.O.   | Montes Claros/América Vôlei   | 25–0  | 25–0  | 25–0  |       |       | 75–0    | Relatório |
| 6 out  | 20:00 | Sada Cruzeiro Vôlei           | 3–1    | Araguari Vôlei                | 25–19 | 25–21 | 23–25 | 25–18 |       | 98–83   | Relatório |
| 6 out  | 19:00 | Itambé/Minas                  | 3–1    | Azulim Gabarito/Monte Carmelo | 21–25 | 25–18 | 25–20 | 25–21 |       | 96–84   | Relatório |
| 8 out  | 18:00 | JF Vôlei                      | 3–1    | Azulim Gabarito/Monte Carmelo | 25–22 | 25–20 | 22–25 | 25–17 |       | 97–84   | Relatório |
| 9 out  | 20:00 | JF Vôlei                      | 0–3    | Araguari Vôlei                | 16–25 | 23–25 | 24–26 |       |       | 63–76   | Relatório |
| 11 out | 20:00 | Sada Cruzeiro Vôlei           | 3–0    | Montes Claros/América Vôlei   | 25–13 | 27–25 | 25–19 |       |       | 77–57   | Relatório |
| 13 out | 19:00 | Montes Claros/América Vôlei   | 2–3    | Azulim Gabarito/Monte Carmelo | 25–23 | 20–25 | 18–25 | 25–20 | 14–16 | 102–109 | Relatório |
| 13 out | 19:00 | Araguari Vôlei                | 3–0    | JF Vôlei                      | 25–21 | 25–18 | 25–21 |       |       | 75–60   | Relatório |
| 14 out | 19:00 | Sada Cruzeiro Vôlei           | 3–0    | Itambé/Minas                  | 28–26 | 25–22 | 27–25 |       |       | 80–73   | Relatório |
| 15 out | 19:00 | Montes Claros/América Vôlei   | 2–3    | Araguari Vôlei                | 18–25 | 18–25 | 25–22 | 25–22 | 10–15 | 96–109  | Relatório |
| 15 out | 19:00 | Azulim Gabarito/Monte Carmelo | 0–3    | JF Vôlei                      | 27–29 | 23–25 | 23–25 |       |       | 73–79   | Relatório |

## Fase final

### Chaveamento
|  | Semifinais          | Semifinais          |                |   | Final | Final |
|  |                     |                     |                |   |       |       |
|  | 20 de outubro       |                     |                |   |       |       |
|  |                     |                     |                |   |       |       |
|  | Araguari Vôlei      | 1                   |                |   |       |       |
|  | Araguari Vôlei      | 1                   | 21 de outubro  |   |       |       |
|  | Itambé/Minas        | 3                   |                |   |       |       |
|  | Itambé/Minas        | 3                   | Itambé/Minas   | 2 |       |       |
|  | 20 de outubro       |                     | Itambé/Minas   | 2 |       |       |
|  |                     | Sada Cruzeiro Vôlei | 3              |   |       |       |
|  | Sada Cruzeiro Vôlei | Sada Cruzeiro Vôlei | 3              | 3 |       |       |
|  | Sada Cruzeiro Vôlei |                     |                | 3 |       |       |
|  | JF Vôlei            | 0                   |                |   |       |       |
|  | JF Vôlei            | 0                   | Terceiro lugar |   |       |       |
|  |                     |                     |                |   |       |       |
|  | 21 de outubro       |                     |                |   |       |       |
|  |                     |                     |                |   |       |       |
|  | JF Vôlei            | 0                   |                |   |       |       |
|  | JF Vôlei            | 0                   |                |   |       |       |
|  | Araguari Vôlei      | 3                   |                |   |       |       |

### Semifinais
| Data   | Hora  |                     | Placar |                | Set 1 | Set 2 | Set 3 | Set 4 | Set 5 | Total  | Relatório |
| ------ | ----- | ------------------- | ------ | -------------- | ----- | ----- | ----- | ----- | ----- | ------ | --------- |
| 20 out | 18:30 | Itambé/Minas        | 3–1    | Araguari Vôlei | 21–25 | 25–23 | 30–28 | 25–17 |       | 101–93 | Relatório |
| 20 out | 20:30 | Sada Cruzeiro Vôlei | 3–0    | JF Vôlei       | 25–16 | 25–17 | 25–14 |       |       | 75–47  | Relatório |

### Terceiro lugar
| Data   | Hora  |          | Placar |                | Set 1 | Set 2 | Set 3 | Set 4 | Set 5 | Total | Relatório |
| ------ | ----- | -------- | ------ | -------------- | ----- | ----- | ----- | ----- | ----- | ----- | --------- |
| 21 out | 17:00 | JF Vôlei | 0–3    | Araguari Vôlei | 19–25 | 17–25 | 12–25 |       |       | 48–75 | Relatório |

### Final
| Data   | Hora  |                     | Placar |              | Set 1 | Set 2 | Set 3 | Set 4 | Set 5 | Total   | Relatório |
| ------ | ----- | ------------------- | ------ | ------------ | ----- | ----- | ----- | ----- | ----- | ------- | --------- |
| 21 out | 19:00 | Sada Cruzeiro Vôlei | 3–2    | Itambé/Minas | 21–25 | 25–23 | 25–21 | 18–25 | 15–12 | 104–106 | Relatório |

## Classificação final
| Posição           | Equipe                        |
| ----------------- | ----------------------------- |
| Medalha de ouro   | Sada Cruzeiro Vôlei           |
| Medalha de prata  | Itambé/Minas                  |
| Medalha de bronze | Araguari Vôlei                |
| 4                 | JF Vôlei                      |
| 5                 | Azulim Gabarito/Monte Carmelo |
| 6                 | Montes Claros/América Vôlei   |

| Campeonato Mineiro de 2023                |
| ----------------------------------------- |
| Campeão Sada Cruzeiro Vôlei (15.º título) |

| Elenco |
| --- |
| Welinton Oppenkoski, Otávio Pinto, Nicolás Uriarte, Guilherme Rech, Lucas Batista, Wallace de Souza, Cledenílson Batista, Rodrigo Leão, Rodrigo Ribeiro, Gabriel Vaccari, Alexandre Elias, Carlos Castro, Miguel Ángel López |
| Técnico |
| Filipe Ferraz |